# Edu, Coração de Ouro
Edu, coração de ouro é um filme brasileiro de 1968, do gênero comédia, dirigido por Domingos de Oliveira.

## Sinopse
Edu é um carioca de 27 anos, desempregado, que mora com o pai e a irmã, que faz absoluta questão de não ter qualquer compromisso com nada. Seu maior desafio do dia é levantar da cama. E depois vai à praia, ou então corre a cidade toda atrás de aventuras com todo tipo de mulher, mesmo estando noivo de Neusa. Um de seus amigos é Castor, deprimido e pensando em se suicidar porque a mulher o abandonou. Na parte final, Edu percorre a cidade distribuindo convites tanto para conhecidos como para desconhecidos, para o que ele diz que será uma "grande festa". Recebe ajuda nessa tarefa da jovem de 17 anos Tatiana, que, apesar da idade e da aparência colegial, é sexualmente liberada e leva Edu para um apartamento, emprestado por uma amiga.

## Elenco
|                                                                        |  |  |
| Leila Diniz e Paulo José interpretaram os protagonistas Tatiana e Edu. |  |  |

|                               |  |                                                  |
| Joana Fomm interpretou Ellen. |  | Norma Bengell fez uma participação como Matilde. |

- Paulo José .... Edu
- Leila Diniz .... Tatiana
- Amilton Fernandes .... Castor
- Joana Fomm .... Ellen
- Maria Gladys .... Neusinha, a noiva
- Dina Sfat ....
- Norma Bengell ....Matilde, a mulher elegante (participação especial)
- Zbigniew Ziembinski .... homem apressado (participação especial)
- Carlos Alberto Dolabella

## Trilha sonora
A trilha sonora é de apenas uma música homônima ao filme, composta pelo produtor Joaquim Assis.

## Prêmios
Festival de Brasília (1967)
- Vencedor do Troféu Candango na categoria de melhor ator para Paulo José.